# Fabian Rieder
Fabian Rieder (Bern, 16 februari 2002) is een Zwitsers voetballer die doorgaans als middenvelder speelt. Hij verruilde Young Boys in augustus 2023 voor Stade Rennais. Rieder debuteerde in 2022 in het Zwitsers voetbalelftal.

## Clubcarrière

### Young Boys
Rieder begon met voetballen bij Koppigen SV en werd in 2011 opgenomen in de jeugdopleiding van FC Solothurn. Die verruilde hij in 2017 voor die van Young Boys. Hiervoor debuteerde Rieder op 17 oktober 2020 in het eerste elftal, tijdens een wedstrijd in de Super League tegen Servette (0–0). Hij kwam in zijn eerste seizoen meteen 23 speelronden in actie en speelde ook zijn eerste wedstrijden in de Europa League, tegen onder andere AS Roma, Bayer Leverkusen en Ajax. Hij werd in zijn eerste seizoen meteen landskampioen met Young Boys.
Rieders speeltijd groeide in 2021/22 verder en in 2022/23 was hij een vaste basisspeler. Hij speelde in 2021/22 ook voor het eerst in de Champions League, tegen Manchester United, Atalanta Bergamo en Villarreal. Hij maakte op 8 december 2021 zijn eerste doelpunt in de Champions League, de 1–1 tegen United. Dat was meteen goed voor een punt. In totaal speelde Riedere 122 wedstrijden voor de club, waarin hij goed was voor vijftien goals en 24 assists.

### Stade Rennes
Op 31 augustus 2023 maakte Rieder voor 15 miljoen euro de overstap naar Stade Rennais, waar hij een contract tekende voor vier seizoenen tot de zomer van 2027. Twee dagen later maakte hij als invaller tegen Stade Brestois zijn debuut voor de club. Op 9 november scoorde hij in de Europa League-wedstrijd tegen Panathinaikos zijn eerste doelpunt voor de club. Op de laatste speelronde van het seizoen, tegen Stade de Reims maakte Rieder zijn eerste competitiegoal voor Stade Rennes.

## Clubstatistieken
| Seizoen     | Club          | Competitie   | Competitie | Competitie | Beker | Beker | Internationaal | Internationaal | Totaal | Totaal |
| Seizoen     | Club          | Competitie   | Wed.       | Dlp.       | Wed.  | Dlp.  | Wed.           | Dlp.           | Wed.   | Dlp.   |
| ----------- | ------------- | ------------ | ---------- | ---------- | ----- | ----- | -------------- | -------------- | ------ | ------ |
| 2020/21     | Young Boys    | Super League | 23         | 0          | 0     | 0     | 8              | 0              | 31     | 0      |
| 2021/22     | Young Boys    | Super League | 30         | 2          | 3     | 2     | 9              | 1              | 42     | 5      |
| 2022/23     | Young Boys    | Super League | 33         | 7          | 5     | 2     | 5              | 0              | 43     | 9      |
| 2023/24     | Young Boys    | Super League | 3          | 1          | 1     | 0     | 2              | 0              | 6      | 1      |
| 2023/24     | Stade Rennais | Ligue 1      | 15         | 1          | 2     | 0     | 4              | 2              | 21     | 3      |
| Club totaal | Club totaal   | Club totaal  | 104        | 11         | 11    | 4     | 28             | 3              | 143    | 18     |

Bijgewerkt t/m 20 mei 2024.

## Interlandcarrière
Rieder speelde in verschillende Zwitserse nationale jeugdselecties vanaf Zwitserland –15. Hij kwam met Zwitserland –17 uit op het EK –17 van 2018 en met Zwitserland –21 op zowel het EK –21 van 2021 als het EK –21 van 2023. Rieder debuteerde op 24 november 2022 tijdens de eerste groepswedstrijd van het WK 2022 in het Zwitsers voetbalelftal, tegen Kameroen. Bondscoach Murat Yakin liet hem toen in de 81e minuut invallen voor Ruben Vargas. Vier dagen later had hij een basisplaats tegen Brazilië. Hij werd op 7 juni 2024 door Yakin opgenomen in de Zwitserse selectie voor het EK 2024 in Duitsland. Zwitserland overleefde ongeslagen een groep met ook en Schotland en Duitsland en won in de achtste finales van Italië (2–0), voordat het in de kwartfinales op strafschoppen werd uitgeschakeld door Engeland. Rieder kwam op het toernooi in iedere wedstrijd in actie.

## Erelijst
| Kampioen Super League | 2x | 2020/21, 2022/23 |
| Beker van Zwitserland | 1x | 2022/23          |

1 Bredlow ·
2 Al-Dakhil ·
3 Hendriks ·
4 Vagnoman ·
5 Keitel ·
6 Stiller ·
7 Mittelstädt ·
8 Millot ·
9 Demirović ·
10 El Bilal ·
11 Woltemade ·
13 Krätzig ·
14 Jaquez ·
15 Stenzel ·
16 Karazor  ·
17 Diehl ·
18 Leweling ·
19 Faghir ·
20 Stergiou ·
21 Drljača ·
22 Kastanaras ·
23 Zagadou ·
24 Chabot ·
26 Undav ·
27 Führich ·
28 Nartey ·
29 Jeltsch ·
32 Rieder ·
33 Nübel ·
40 Raimund ·
41 Seimen ·
45 Chase ·
Coach: Hoeneß
1 Sommer ·
2 Stergiou ·
3 Widmer ·
4 Elvedi ·
5 Akanji ·
6 Zakaria ·
7 Embolo ·
8 Freuler ·
9 Okafor ·
10 Xhaka  ·
11 Steffen ·
12 Mvogo ·
13 Rodríguez ·
14 Zuber ·
15 Zesiger ·
16 Sierro ·
17 Vargas ·
18 Duah ·
19 Ndoye ·
20 Aebischer ·
21 Kobel ·
22 Schär ·
23 Shaqiri ·
24 Jashari ·
25 Amdouni ·
26 Rieder ·
Coach: Yakin